# سه‌لیوه
سه‌لیوه (به لاتین: Səliva) یک منطقهٔ مسکونی در جمهوری آذربایجان است که در شهرستان آستارا واقع شده‌است.

## ریشه واژه
سه به زبان تالشی به معنی سرخ و لیو یا لیوه به معنی برگ است. نام روستای سه‌لیوه به معنی سرخ‌برگ است که به رنگ درخت‌های محل در پاییز اشاره دارد.